# Mastigomyces philippovii
Mastigomyces philippovii är en svampart som beskrevs av Imshen. & Kriss 1933. Mastigomyces philippovii ingår i släktet Mastigomyces, divisionen sporsäcksvampar och riket svampar.   Inga underarter finns listade i Catalogue of Life.